# Wuling Air EV
La Wuling Air EV (in cinese: 五菱AirEV) è un'autovettura elettrica prodotta dal 2022 dalla casa automobilistica cinese Wuling Motors.

## Descrizione
Basata sulla piattaforma Global Small Electric Vehicle (GSEV) della SGMW, è il terzo modello elettrico della Wuling ad essere commercializzato dopo le Hongguang Mini EV e Nano EV.
Presentata per la prima volta in Indonesia il 1º giugno 2022, il debutto in Cina è avvenuto pochi giorni dopo, il 3 giugno. Per il mercato indonesiano, il modello viene preassemblato in Cina per poi essere spedito presso lo stabilimento SGMW Indonesia di Cikarang, dove avviene l'assemblaggio finale.
In Cina, la vettura è disponibile in due varianti a due e quattro posti, rispettivamente con due differenti lunghezze, la prima a passo corto e la seconda a passo lungo.
Ad alimentare la Air EV c'è un pacco batteria al litio ferro fosfato, che fornisce l'energia ad un motore elettrico a magnete permanente in due tagli di potenza, da 30 kW (41 CV) o 50 kW 68 (CV).